# Guettara
Guettara est une commune de la wilaya de Djelfa en Algérie.